# Dirección General de Empleo, Asuntos Sociales e Inclusión
La Dirección General de Empleo, Asuntos Sociales e Inclusión (DG EMPL) es una Dirección General de la Comisión Europea encargada del empleo y la política social de la Unión. Coordina y gestiona los fondos y proyectos de dichos ámbitos, como el Fondo Social Europeo.

## Labor
La DG busca fomentar la creación de empleo, la mejora de las condiciones de trabajo y la igualdad de oportunidades.
Las políticas llevadas a cabo por esta DG están mayoritariamente relacionadas con la política social y suponen la gran parte de los beneficios prácticos para los ciudadanos europeos. 
La Comisión interactúa constantemente con los Estados miembros, interlocutores sociales, etc. ya que está haciendo un gran esfuerzo para aunar las legislaciones en estos temas con el fin de que todos los ciudadanos europeos tengan una mayor facilidad a la hora de buscar empleo o desplazarse a otros Estados miembros. Busca en general la mejora de la calidad de vida de todos.
Intenta preparar además, a todos los países para hacer frente a los cambios demográficos que sufriremos en un futuro próximo, ya que en Europa la natalidad es muy baja y la esperanza de vida de los ciudadanos es cada vez mayor. 
La discriminación es otro apartado muy importante dentro de la Comisión y se pretende hacer frente a toda discriminación sin importar el motivo por el que se produce.

## Objetivos
La DG tiene cinco objetivos principales que son los siguientes:
1. Más y mejor empleo. Para conseguir este objetivo la Comisión utiliza la Estrategia Europea de Empleo, que intenta aproximar las legislaciones nacionales. Y económicamente se apoya en el Fondo Social Europeo, el cual tiene como objetivo apoyar el empleo y ayudar a las personas a mejorar su educación y sus competencias. 
2. Libre circulación de trabajadores y la coordinación de los regímenes de Seguridad Social. Este objetivo pretende que ningún trabajador esté en desventaja a la hora de trasladarse a otro país. No olvidemos que todo ciudadano de un país miembro tiene derecho a trabajar o buscar trabajo en cualquier otro país miembro, aunque hay que tener en cuenta las restricciones que afectan a países recién incorporados a la Unión.
Para mejorar la movilidad laboral de todos los ciudadanos de la Unión, la Comisión intenta fomentar esta movilidad desmantelando los obstáculos burocráticos y promoviendo el aprendizaje de idiomas.
3. Mejora de las condiciones laborales. Para esto la Comisión utiliza unas normas mínimas comunes para todos los Estados que tocan temas como la conciliación de vida laboral y privada o la prevención de riesgos laborales.
Compaginar el trabajo con la vida familiar sigue siendo una materia pendiente en nuestra sociedad y a quien más afecta es a las mujeres. Se pretende que tanto las mujeres como los hombres tengan la oportunidad de conciliar su carrera profesional con el disfrute de su vida familiar.
En cuanto a la prevención de riesgos laborales se han dictado normas con buenos resultados. Buena muestra de que estas políticas dan resultado es que desde el año 2002, se ha producido un descenso tanto en los accidentes laborales mortales como en los accidentes que desembocan en bajas.
Pero la Comisión no puede dejar de trabajar en estos temas ya que aunque se ha dado importantes pasos todavía no se ha llegado a donde se pretende.
4. Integración y no discriminación social. Luchando así contra la pobreza, la marginación social, fomento de los derechos fundamentales o la integración de personas con discapacidades. 
En la Unión Europea todo el mundo tiene derecho a disfrutar de una igualdad de trato ya que en la legislación europea se prohíbe la discriminación. Pero esto no lleva a una igualdad práctica por lo que la DG pretende cambiar las actitudes de los ciudadanos en todos los niveles y más específicamente en el trabajo, la educación y la asistencia sanitaria.
La diversidad puede aportar enormes ventajas en todos los ámbitos.
5. Igualdad entre hombres y mujeres. Mediante programas de mejora de la igualdad entre sexos en todos los ámbitos.
La tasa de ocupación de las mujeres sigue siendo inferior a la de los hombres, a pesar de que el nivel de estudios de las mujeres es mayor. La UE quiere impulsar un cambio y que la situación mejore, ya que considera a estas mujeres desempleadas un importante recurso mal aprovechado en la economía europea.

### Desarrollo y evolución de los objetivos
Las intervenciones que realiza la DG tienen objetivos tanto económicos como sociales, y estos están muy bien definidos. Cuando se llevan a cabo estos planes se tiene muy en cuenta los resultados obtenidos a partir de la puesta en marcha de los planes.
Para valorar si los objetivos se han cumplido la Comisión lleva a cabo tanto evaluaciones internas como externas. El objetivo de estas evaluaciones es formular un juicio objetivo sobre los resultados de las políticas puestas en marcha y poder mejorar en posteriores.

### Resultados en 2008
Entre los mejores resultados obtenidos por la DG destacan los siguientes:
-	Un plan de acción de recuperación en respuesta a la crisis financiera económica y mundial. Estas medidas quieren hacer frente a las repercusiones que la crisis pudiese tener tanto en materia social como laboral.
-	Agenda social renovada. La Agenda social pretende generar igualdad de oportunidades en la Europa del siglo XXI en la que vivimos.
-	Acuerdos sobre jornada laboral y trabajadores cedidos por Empresas de Trabajo Temporal.
-	Propuesta para satisfacer y anticipar las necesidades del mercado laboral.
-	Medidas para la mejora de la conciliación entre vida privada y laboral, sobre todo para las mujeres.

### Objetivos en 2009
-	Hacer frente a la crisis económica.
-	Desarrollar el diálogo social europeo.
-	Activar iniciativas para superar las desigualdades en el acceso a la asistencia sanitaria.
-	Preparar la celebración del Año Europeo de Lucha contra la Pobreza y la Exclusión Social 2010.
-	Realizar actividades de información para los ciudadanos europeos sobre el valor de las políticas que desarrolla la UE en materia de empleo, asuntos sociales e igualdad de oportunidades.